# 46442 Keithtritton
46442 Keithtritton este un asteroid din centura principală de asteroizi.

## Descriere
46442 Keithtritton este un asteroid din centura principală de asteroizi. A fost descoperit pe 12 iunie 2002 la Fountain Hills (Arizona) de Charles W. Juels și Paulo R. Holvorcem. Asteroidul prezintă o orbită caracterizată de o semiaxă mare de 3,22 ua, o excentricitate de 0,12 și o înclinație de 15,9° în raport cu ecliptica.